# Tournoi des Six Nations féminin 2016
Cet article traite de l'épreuve féminine. Pour la compétition masculine, voir Tournoi des Six Nations masculin 2016.
Pour un article plus général, voir Tournoi des Six Nations féminin.
Navigation
Tournoi féminin 2015 Tournoi féminin 2017
Le Tournoi des Six Nations féminin 2016, connu aussi comme RBS 6 Nations féminin en raison du sponsor Royal Bank of Scotland, est la quatorzième édition du Tournoi des Six Nations féminin, une compétition annuelle de rugby à XV disputée par six équipes européennes : Angleterre, pays de Galles, Irlande, France, Écosse et Italie.
Le tournoi se déroule du 5 février au 20 mars 2016 les mêmes semaines que pour le Tournoi masculin et selon un calendrier de cinq journées pendant lesquelles chaque participant affronte tous les autres.

## Calendriers des matchs
Les heures sont données dans les fuseaux utilisés par les pays participants : WET (UTC+0) dans les îles Britanniques et CET (UTC+1) en France et en Italie.

### Première journée
| Le 5 février à 18 h 00 | Broadwood Stadium, Cumbernauld         | Écosse  | 0 - 32 | Angleterre     | Arbitre : Jess Beard  |
| Le 6 février à 13 h 00 | Donnybrook Rugby Ground, Dublin        | Irlande | 21 - 3 | Pays de Galles | Arbitre : Leah Berard |
| Le 6 février à 21 h 00 | Stade Marcel-Verchère, Bourg-en-Bresse | France  | 39 - 0 | Italie         | Arbitre : Sara Cox    |

### Deuxième journée
| Le 13 février à 15 h 00 | Stadio Gino Pistoni, Turin  | Italie         | 24 - 33 | Angleterre | Arbitre : Leah Berard    |
| Le 13 février à 21 h 00 | Stade Aimé-Giral, Perpignan | France         | 18 - 6  | Irlande    | Arbitre : Jess Beard     |
| Le 14 février à 14 h 00 | The Gnoll, Neath            | Pays de Galles | 23 - 10 | Écosse     | Arbitre : Claire Hodnett |

### Troisième journée
| Le 27 février à 19 h 15 | Twickenham Stadium, Twickenham | Angleterre     | 13 - 9 | Irlande | Arbitre : Alhambra Nievas  |
| Le 28 février à 14 h 00 | The Gnoll, Neath               | Pays de Galles | 10 - 8 | France  | Arbitre : Rosemin LaBréche |
| Le 28 février à 14 h 30 | Stadio Arcoveggio, Bologne     | Italie         | 22 - 7 | Écosse  | Arbitre : Marie Lematte    |

### Quatrième journée
| Le 11 mars à 18 h 00 | Broadwood Stadium, Cumbernauld  | Écosse     | 0 - 24  | France         | Arbitre : Helen O’Reilly  |
| Le 12 mars à 18 h 05 | Twickenham Stoop, Twickenham    | Angleterre | 20 - 13 | Pays de Galles | Arbitre : Sherry Trumbull |
| Le 13 mars à 13 h 00 | Donnybrook Rugby Ground, Dublin | Irlande    | 14 - 3  | Italie         | Arbitre : Amy Perrett     |

### Cinquième journée
| Le 18 mars à 21 h 00 | Stade de la Rabine, Vannes      | France         | 17 - 12 | Angleterre | Arbitre : Amy Perrett     |
| Le 20 mars à 13 h 00 | Donnybrook Rugby Ground, Dublin | Irlande        | 45 - 12 | Écosse     | Arbitre : Sherry Trumbull |
| Le 20 mars à 14 h 00 | Aberavon RFC, Port Talbot       | Pays de Galles | 12 - 16 | Italie     | Arbitre : Sara Cox        |

## Classement
| Rang | Nation         | J | V | N | D | Em | Ee | Pm  | Pe  | Diff | Pts |
| ---- | -------------- | - | - | - | - | -- | -- | --- | --- | ---- | --- |
| 1    | France         | 5 | 4 | 0 | 1 | 16 | 4  | 106 | 28  | +78  | 8   |
| 2    | Angleterre     | 5 | 4 | 0 | 1 | 16 | 9  | 110 | 63  | +47  | 8   |
| 3    | Irlande (T)    | 5 | 3 | 0 | 2 | 12 | 6  | 95  | 49  | +46  | 6   |
| 4    | Pays de Galles | 5 | 2 | 0 | 3 | 9  | 8  | 61  | 75  | -14  | 4   |
| 5    | Italie         | 5 | 2 | 0 | 3 | 9  | 16 | 65  | 105 | -40  | 4   |
| 6    | Écosse         | 5 | 0 | 0 | 5 | 4  | 23 | 29  | 146 | -117 | 0   |

|  | Vainqueur du tournoi (n°1). |
|  | T : tenant du titre.        |

Attribution des points : Deux points sont attribués pour une victoire, un point pour un match nul, aucun point en cas de défaite.
Règles de classement
 : 1. point ; 2. différence de points de matchs ; 3. nombre d'essais marqués ; 4. titre partagé.